# Кокрейн, Томас, 8-й граф Дандональд
Томас Кокрейн, 8-й граф Дандональд (англ. Thomas Cochrane, 8th Earl of Dundonald; 1691 — 31 октября 1778) — шотландский дворянин, армейский офицер и политик.

## Ранняя жизнь и образование
Родился в 1691 году. Седьмой сын Уильяма Кокрейна из Охилтри и его жены леди Мэри Брюс, старшей дочери Александра Брюса, 2-го графа Кинкардина.
Будучи младшим сыном, он не унаследовал имущество отца, поэтому он вступил в армию. Корнет Королевского драгунского полка (1713), капитан 27-го пехотного полка (1716). Он дослужился до звания майора в 1718 году и был майором форта в форте Сент-Филипп на Менорке.
Томас Кокрейн заседал в Палате общин Великобритании от Ренфрушира с 1722 по 1727 год. Он был назначен комиссаром акциза для Шотландии с 1730 по 1764 год. Он поддерживал Ганноверскую династию во время восстания якобитов в 1745 году. Позже он дал показания в суде против Арчибальда Стюарта, лорда-мэра Эдинбурга, который сдал город якобитам.
9 июля 1758 года после смерти своего бездетного троюродного брата, Уильяма Кокрейна, 7-го графа Данадональда (1729—1758), Томас Кокрейн принял титулы 8-го графа Дандональда, 8-го лорда Кокрейна из Пейсли и Охилтри и 8-го лорда Кокрейна из Дандональда. Уильям Кокрейн, армейский офицер, был убит при осаде Луисбурга, не оставив потомства . Будучи старшим выжившим сыном Уильяма Кокрейна из Охилтри, Томас уже унаследовал семейные поместья в Калроссе и Охилтри .

## Семья и дети
Кокрейн был женат дважды. В 1721 году он женился первым браком на Элизабет Кер (? — 1743), дочери Джона Кера и Гризель Кокрейн. Дети от первого брака:
- Уильям Кокрейн (1722—1730)
- Гризель Кокрейн (род. июль 1727)[1]

6 сентября 1744 года Кокрейн женился на Джейн Стюарт (до 1722 — 21 мая 1808), дочери Арчибальда Стюарта, 5-го из Торранса, и Элизабет Миртон. У супругов было девять детей:
- Леди Элизабет Кокрейн (16 августа 1745 — 19 февраля 1811), в 1775 году она вышла замуж за Патрика Херона из Херона
- Арчибальд Кокрейн, 9-й граф Дандональд (1 января 1748 — 1 июля 1831), старший сын и преемник отца.
- Майор достопочтенный Чарльз Кокрейн (12 января 1749 — 18 октября 1781)[1]
- Достопочтенный Джон Кокрейн (3 июля 1750 — 21 ноября 1801)
- Преподобный Джеймс Атолл Кокрейн (23 октября 1751—1823)
- Достопочтенный Бэзил Кокрейн (22 апреля 1753 — 14 августа 1826)
- Адмирал достопочтенный сэр Александр Форрестер Кокрейн (22 апреля 1758 — 29 июня 1832)[1][5]
- Подполковник достопочтенный Джордж Август Фредерик Кокрейн (род. 26 ноября 1762)[5][6]
- Полковник достопочтенный Эндрю Джеймс Кокрейн-Джонстон (род. 24 мая 1767 — 21 августа 1833)[1][6].

Томас Кокрейн скончался 31 октября 1778 года. Его преемником в графстве стал его старший сын Арчибальд, который стал 9-м графом Дандональдом.